# Bienal de Flamenco

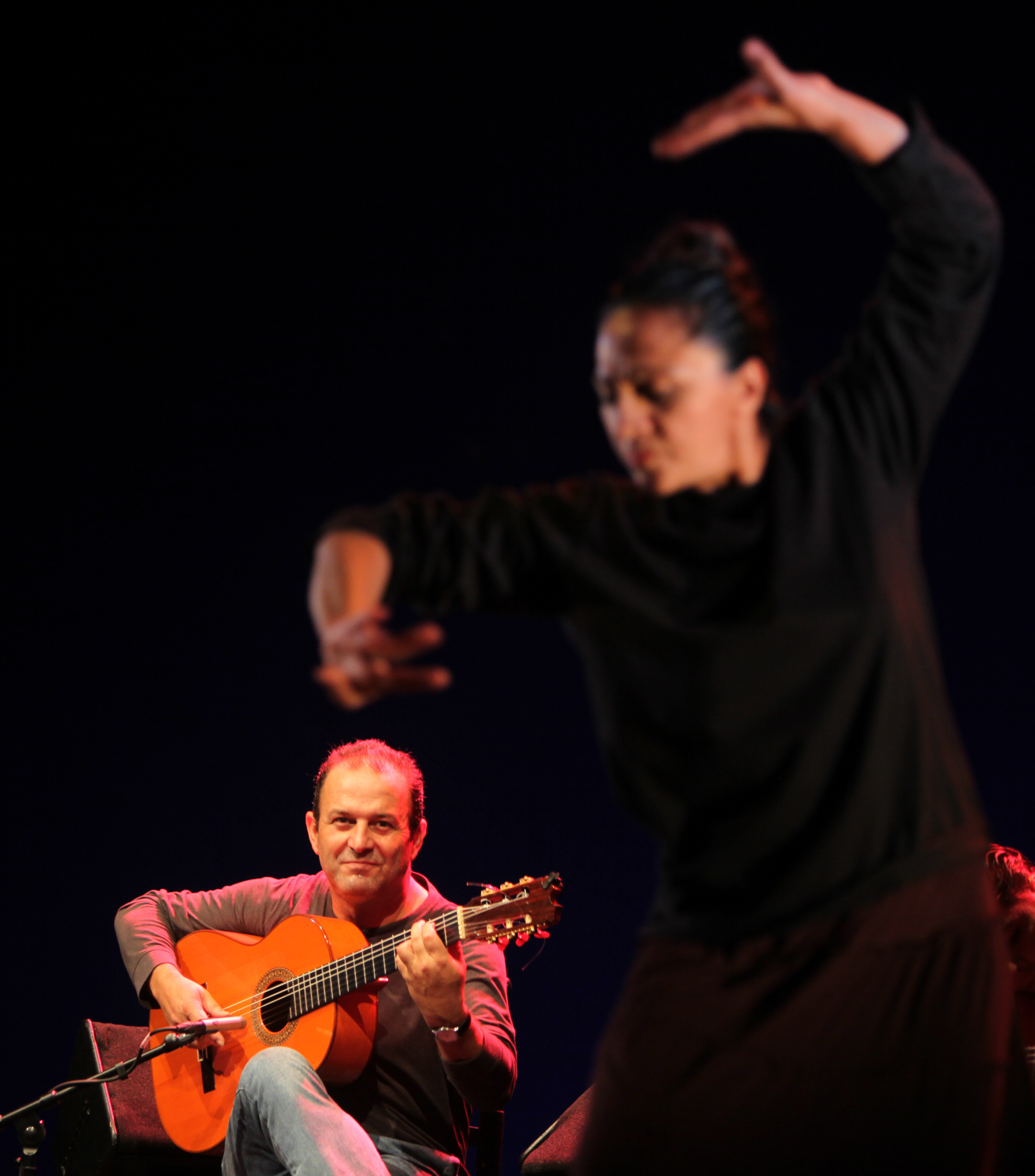
Bienal de Flamenco

La Bienal de Flamenco (Biennale de flamenco, en français) est une manifestation artistique qui se déroule à Séville, en Espagne. Tous les deux ans, depuis 1980, elle met en valeur divers traits culturels propres au flamenco.

## Histoire
La Bienal de Flamenco est organisée depuis 1980, en Andalousie, à Séville, la capitale de la région la plus méridionale d'Espagne,. Dès 1979, la municipalité de Séville a pour projet de valoriser son patrimoine culturel par le biais du flamenco. Son conseil crée un comité chargé de mettre sur pied la manifestation culturelle,. En avril 1980, pendant une quinzaine de jours, entre la Semaine sainte et la Feria de Abril, la cité andalouse accueille les grands noms de la culture flamenco tels que Manuela Vargas (es), Mario Maya (es), Chano Lobato (es), et, sur la scène du théâtre Lope de Vega, le prix du premier concours de chant (Giraldillo del cante) est attribué à Calixto Sánchez (es).
La deuxième édition de la biennale est consacrée à la danse flamenco, en présence de figures confirmées de cet art : Rafael El Negro (es), Matilde Coral (es) et Farruco (es).
En 1984, la guitare est à l'honneur ; les juges artistiques du concours dédié à l'instrument sont des grands maîtres reconnus du genre : Rafael Riqueni, Manolo Sanlúcar et Paco de Lucía,.
L'édition de 1988, étalée du 6 septembre au 16 octobre, révèle la danseuse María Pagés, et confirme le talent de Milagros Mengíbar (es). Au début des années 1990, le festival artistique affirme son caractère pluridisciplinaire avec des spectacles variés de danse et de musique, des séminaires et des expositions, et, au fil des années, devient la « capitale mondiale du flamenco », attirant les amateurs comme les professionnels,,.
En 2000, la Bienal de Flamenco passe le cap des vingt ans d'existence. 68 300 visiteurs assistent à 55 spectacles répartis sur 15 scènes de cinq quartiers de Séville, sur lesquelles se produisent, entre autres, La Paquera de Jerez, Matilde Coral, Sara Baras, Antonio Canales, José Mercé, El Chocolate, Tomatito et l'un des « ambassadeurs de la culture espagnole sur la scène internationale » : la compagnie du Ballet Nacional de España, fondée en 1978.
Huit ans plus tard, la 15e édition, s'ouvre, sur la place de San Francisco (es), avec une soirée festive, ouverte à toute personne et rendant hommage à l'artiste Manolo Sanlúcar. L'événement international, qui dure 32 jours, offre 66 spectacles dont 23 premières mondiales.
L'édition 2014 rassemble plus de 100 000 visiteurs, et est dédiée au compositeur et interprètre de musique flamenco Paco de Lucia.
En 2015, la Bienal est complétée par l'événement « Septiembre es flamenco » les années impaires.
En 2016, 67 des 69 spectacles se déroulent à guichets fermés. La vente des billets rapporte près de 900 000 euros — contre 864 287, en 2014. La municipalité sévillane estime les retombées économiques à 18 millions d'euros. Du 8 septembre au 2 octobre, environ 120 000 spectateurs passent quelques heures ou quelques jours à Séville, dont 66 % d'étrangers, notamment 16,6 % de Français, 8,9 % d'Américains et 7,6 % de Japonais.

## «Septiembre es flamenco»
Depuis 2015, les années impaires, une nouvelle manifestation culturelle prend, à Séville, le relais de la Bienal de Flamenco : « Septiembre es flamenco » (« septembre flamenco »). Pendant deux semaines du mois de septembre, des sites emblématiques de la ville, tels que le théâtre de la Maestranza, accueillent des spectacles de danse, de musique et de chant ; et des expositions artistiques sont organisées,.